# La Fe
La Fe är en ort i Mexiko.   Den ligger i kommunen Cuencamé och delstaten Durango, i den centrala delen av landet, 800 km nordväst om huvudstaden Mexico City. La Fe ligger 1 544 meter över havet och antalet invånare är 439.
Terrängen runt La Fe är kuperad norrut, men söderut är den platt. Runt La Fe är det mycket glesbefolkat, med 5 invånare per kvadratkilometer. La Fe är det största samhället i trakten. Omgivningarna runt La Fe är i huvudsak ett öppet busklandskap.